# General Lucio V. Mansilla
General Lucio V. Mansilla é um município da Argentina, localizada na província de Formosa